# David M. Patrick
David M. Patrick (* 1947 in Devonshire) ist ein englischer Organist.
Er studierte am Royal College of Music in London. Er gewann 1967 den Stuart Prize für Orgel und 1968 den Walford Davies Prize. Er konzertierte in der Westminster Abbey und der Westminster Cathedral und wurde zudem der HM Queen Elizabeth The Queen Mother vorgestellt. Der Musiker lebt zurzeit in Norwegen und konzertiert weltweit. Sein Spiel wurde auf zahlreichen Tonträgern sowie durch die BBC dokumentiert.